# Gonçalo Anes Bandarra
 (octobre 2021).
La mise en forme du texte ne suit pas les recommandations de Wikipédia : il faut le « wikifier ».
Les points d'amélioration suivants sont les cas les plus fréquents :
- Les titres sont pré-formatés par le logiciel. Ils ne sont ni en capitales, ni en gras.
- Le texte ne doit pas être écrit en capitales (les noms de famille non plus), ni en gras, ni en italique, ni en « petit »…
- Le gras n'est utilisé que pour surligner le titre de l'article dans l'introduction, une seule fois.
- L'italique est rarement utilisé : mots en langue étrangère, titres d'œuvres, noms de bateaux, etc.
- Les citations ne sont pas en italique mais en corps de texte normal. Elles sont entourées par des guillemets français : « et ».
- Les listes à puces sont à éviter, des paragraphes rédigés étant largement préférés. Les tableaux sont à réserver à la présentation de données structurées (résultats, etc.).
- Les appels de note de bas de page (petits chiffres en exposant, introduits par l'outil «  Source ») sont à placer entre la fin de phrase et le point final[comme ça].
- Les liens internes (vers d'autres articles de Wikipédia) sont à choisir avec parcimonie. Créez des liens vers des articles approfondissant le sujet. Les termes génériques sans rapport avec le sujet sont à éviter, ainsi que les répétitions de liens vers un même terme.
- Les liens externes sont à placer uniquement dans une section « Liens externes », à la fin de l'article. Ces liens sont à choisir avec parcimonie suivant les règles définies. Si un lien sert de source à l'article, son insertion dans le texte est à faire par les notes de bas de page.
- La présentation des références doit suivre les conventions bibliographiques. Il est recommandé d'utiliser les modèles {{Ouvrage}}, {{Chapitre}}, {{Article}}, {{Lien web}} et/ou {{Bibliographie}}. Le mode d'édition visuel peut mettre en forme automatiquement les références.
- Insérer une infobox (cadre d'informations à droite) n'est pas obligatoire pour parachever la mise en page.

Pour une aide détaillée, merci de consulter Aide:Wikification.
Si vous pensez que ces points ont été résolus, vous pouvez retirer ce bandeau et améliorer la mise en forme d'un autre article.
Gonçalo Annes Bandarra ou encore Gonçalo Anes, o Bandarra (Trancoso, 1500 – ibid. 1556) était un cordonnier et un prophète portugais, auteur d'un recueil de quatrains messianiques, les Trovas, qui se sont vues ensuite liées au sébastianisme et au millénarisme portugais. Les Trovas de Bandarra ont influencé entre autres la pensée sébastianiste et messianique de D. João de Castro, du père António Vieira et de Fernando Pessoa.

## Sa vie et le destin de son œuvre
Cordonnier de son état, Gonçalo Annes Bandarra rédigea et se consacra à la diffusion en vers de prophéties au caractère messianique. Ses écrits témoignent d'une bonne connaissance de l'Ancien Testament, qu'il interprétait de façon libre, dans une série de quatrains, les Trovas, annonçant la venue de l'« Encoberto » (L'Être occulte), ainsi que l'avènement du Portugal comme Royaume universel. Pour cette raison, il fut accusé et poursuivi par l'Inquisition de Lisbonne qui soupçonnait ses Trovas de contenir des traces de judaïsme. Le tribunal devant lequel il passa le condamna à participer à la procession de l'autodafé de 1541 et à ne plus jamais interpréter la Bible ou écrire sur des questions de théologie.
Malgré le succès de ses Trovas parmi les nouveaux chrétiens, son origine juive n'a pas été établie. Après son procès il revint à Trancoso, où il mourut, probablement en 1556. Ses Trovas, en partie en raison de l'intérêt qu'elles avaient suscité parmi les nouveaux chrétiens mais surtout en raison de leur succès après la bataille de Ksar El Kébir (1578), furent mis à l'Index à la fin du XVIe siècle.
Dans le contexte de l'Union ibérique, ses Trovas circulèrent en plusieurs copies manuscrites malgré l'interdiction du Saint-Office, et devinrent un objet littéraire de résistance, cristallisant les aspirations nationalistes des élites et de la population portugaise. En 1603, D. João de Castro (petit-fils sébastianiste du célèbre vice-roi de l'Inde portugaise homonyme, les édita et les commenta dans un ouvrage imprimé à Paris et intitulé Paráfrase e Concordância de Algumas Profecias de Bandarra (Paraphrase et concordance de quelques prophéties de Bandarra). Les Trovas furent interprétées comme une prophétie annonçant le retour du roi Sébastien après sa disparition lors de la bataille de Ksar El Kébir en août 1578. En 1644, à Lyon cette fois-ci, parut une nouvelle édition, la première intégrale, parrainée par des partisans de Jean IV et qui défendait l'idée que le Roi-Restaurateur (le « Restaurador ») était l'incarnation de l'Encoberto prophétisé dans les Trovas. En 1665, l'ouvrage fut une nouvelle fois condamné par l'Inquisition, qui promulgua un édit en interdisant la circulation. Au XVIIIe siècle, de nouvelles parties furent ajoutées aux Trovas, supposément découvertes à Trancoso.
Les accusant d'être des machinations des jésuites en 1768, l'Office royal de censure, la Real Mesa Censória interdit une fois de plus leur circulation, dans un décret qui condamnait également une autre série de textes prophétiques portugais. En dépit de toutes les plaintes, les Trovas continuaient à circuler activement sous le manteau et, en 1809, les invasions napoléoniennes donnèrent lieu à une nouvelle réimpression, qui galvanisa l'esprit de résistance portugais, alors que la Cour avait été transférée à Rio de Janreiro. Après cette édition, connue sous le nom "d'édition de Barcelone", bien qu'elle eût été imprimée à Londres, plusieurs autres virent le jour dans une résurgence du sébastianisme motivée par des crises politiques et sociales qui agitaient le Portugal pendant la première moitié du dix-neuvième siècle. Dans cette période eurent lieu de nouvelles impressions en 1810, 1815, 1822, 1823 et 1852.

## Éditions desTrovasde Bandarra
- Paráfrase e Concordância, D. João de Castro, 1603
- Edição de 1809
- Edição de 1810
- Edição de 1815
- Compilação e comparação de todas as edições

## Sources
- BESSELAAR, José van den. As Trovas do Bandarra.
- CARVALHO, Francisco Moreno de. Gonçalo Anes, o Bandarra: Sapateiro de Trancoso, trovador, profeta: 1500? - 1556.